# Записки палача (книга)
Записки палача — мемуары, написанные под редактурой Клемана Анри Сансона, внука Великого Сансона. Были изданы в 6 томах, через 20 лет после публикации стало известно, что автором был Оноре де Бальзак, который за 30 тысяч франков выкупил права на книгу у Клемана.

## Сюжет
Клеман Анри Сансон был последним из рода Сансонов, кто работал палачом. Он оставил эту работу в 1847 году. Писатель начинает свой рассказ с Шарля Жан-Баптиста Сансона, который в семилетнем возрасте сменил своего отца в должности палача. В свою книгу Анри Сансон включил и личные записи Шарля Анри Сансона. Члены данной семьи были исполнителями казни Людовика XVI, его жены Марии Антуанетты, деятеля Великой французской революции Жоржа Дантона, и других многознаменательных личностей. Кроме захватывающих деталей о бесчисленных казнях в книге немало внимания уделено философским и моральным истинам.

## История авторства
В 1862 году в Париже вышли шеститомные «Записки палача», редактором которых значился Клеман Анри Сансон. Судьба палача не удалась, и пришлось переквалифицироваться в редакторы.
Клеман Анри с негодованием откликался о «подложных мемуарах Сансона». Впрочем, он отмечал, что труд Бальзака выделяется точностью и близостью к истине. Вероятно, произведение Бальзака было значительно лучше, красивее, добропорядочнее истинных воспоминаний «заплечных дел мастера».
После десяти лет выяснилось, что «настоящие» записки подделка. Сансон не обладал способностью или желанием писать свои мемуары. Просто в начале 30-х годов его отыскал незнакомый деятельный журналист д’Ольбрез и за 30 тыс. франков от имени издательства купил у него право пользоваться его именем как редактора. Этот самый д’Ольбрез и написал все шесть томов «мемуаров палача».
В двадцатых годах девятнадцатого столетия во Франции шла кампания за отмену смертной казни. В Записках фигура палача представлена не только зловещей, но и трагической. Палач Шарль Анри Сансон в изображении Бальзака с одной стороны — инструмент исторического закона, а с другой — человек, считающий выполнение данного закона, будто нравственную пытку.

## Критика современников
А. С. Пушкин в «Литературной газете» писал:

Недоставало палача в числе новейших литераторов. Наконец и он явился, и, к стыду нашему, скажем, что успех его «Записок» кажется несомнительным.
Пушкин ждал выхода книги, написанной палачом, хоть и с отвращением, чтобы узнать, чем палач отличается от обычного человека

Не завидуем людям, которые, основав свои расчеты на безнравственности нашего любопытства, посвятили свое перо повторению сказаний, вероятно, безграмотного Самсона. Но признаемся же и мы, живущие в веке признаний: с нетерпеливостию, хотя и с отвращением, ожидаем мы «Записок парижского палача». Посмотрим, что есть общего между им и людьми живыми?